# Cheix-en-Retz
Cheix-en-Retz è un comune francese di 831 abitanti situato nel dipartimento della Loira Atlantica nella regione dei Paesi della Loira.

## Società

### Evoluzione demografica
Abitanti censiti